# Eisagoge cum Prochiro composita
Die Eisagoge cum Prochiro composita ist ein mittelbyzantinisches Rechtsbuch des 10. Jahrhunderts.
Die (spärlich, aber in mindestens zwei Fassungen überlieferte) Eisagoge cum Prochiro composita (früher aufgrund einer fehlerhaften Lesart: Epanagoge cum Prochiro composita) ist aus der Eisagoge tu nomu und dem Procheiros nomos zusammengesetzt, enthält aber auch Scholien zur Eisagoge tu nomu und Texte aus den (später so genannten) Basiliken. Das Rechtsbuch dürfte bald nach dem Tode des Kaisers Leon VI. (912) im Auftrag des Patriarchen Nikolaos I. Mystikos kompiliert worden sein, um den Procheiros nomos Leons VI. zu ersetzen. Als Redaktor des Werks ist der „Scholiast B“ der Eisagoge tu nomu in Betracht zu ziehen, dessen Scholien (insbesondere zum Titel 19) in die Eisagoge cum Prochiro composita aufgenommen wurden.